# Digital Markets Act
Digital Markets Act (DMA) eller Forordningen om digitale markeder er en EU-forordning, der trådte i kraft i november 2022, men først var fuldt implementeret fra 6. marts 2024.
Forordningen er rettet mod at begrænse dominerende virksomheders magt over forbrugerne, og sikre fair konkurrence. Der er tale om de såkaldte "gatekeepers" (tjenester med flere end 45 mio. aktive slutbrugere om måneden og med en omsætning på mere end 7,5 mia. euro de seneste tre år), som i første omgang er Apple, Microsoft, Amazon, Meta (Facebook), Alphabet (Google) og ByteDance (Tiktok). Det handler blandt andet om, at man ikke må favorisere sine egne løsninger, såsom Microsoft Edge i Windows, ligesom der skal åbnes op for flere app-butikker på iPhones og iPads. Man skal også kunne slette indbyggede programmer i Windows. Hvis reglerne ikke overholdes vil der kunne blive idømt bøder på 10% af virksomhedens globale omsætning på et år, eller op til 20% i gentagelsestilfælde.
Forordningen kræver også, at slutbrugerne skal have kontrol over deres data og kunne flytte disse til en konkurrerende tjeneste. Tjenesterne skal også have slutbrugernes samtykke, tillade tilbagetrækning af samme eller at nægte samtykke dertil.
Blandt tjenester, der er dækket af denne forordning er Tiktok, Facebook, Instagram, Google Maps, App Store, Google Chrome, Windows, iOS, Youtube, WhatsApp og Google.